# Martin Horák
Martin Horák (Olomouc, 16 settembre 1980) è un ex calciatore ceco, che giocava come difensore.